# Presto Studios
Presto Studios est une société américaine travaillant dans le développement de jeux vidéo. Fondée en 1991 à San Diego en Californie, elle réalise une dizaine de jeux, dont son produit phrare The Journeyman Project, avant de disparaître en 2002.

## Historique
Presto Studios est créé en 1991 par huit jeunes diplômés de l’université de Californie à San Diego, dont Michel Kripalani, CEO et président, et Farshid Almassizadeh, vice-président et producteur. Passionnés par l’univers du jeu vidéo, ils travaillent sur un premier projet : The Journeyman Project. Ce jeu d’aventure et de science-fiction en vue subjective sort en 1993 ; l’histoire est centrée sur Pegasus, une machine à remonter le temps, que le joueur doit protéger en incarnant l’agent 5 de la Temporal Security Agency (TSA). Le succès est très important, tant dans la critique qu’en termes de vente, rapportant un million de dollars dès les six mois, si bien que deux suites et un remake seront conçus par la suite. Le studio travaille également pour le compte d’autres éditeurs, comme Bandai avec Gundam 0079: The War For Earth, Activision avec Star Trek : Le Mal caché ou encore Ubisoft avec Myst III : Exile. Ce dernier jeu, bien qu’effectuant de bons chiffres de vente, ne génèra toutefois pas la même impact que les premiers opus de la série Myst.
Grâce à ses succès, la société compte jusqu’à quarante-cinq employés en 2001. En 1996, Shadi Almassizadeh évoque des projets de diversifications, notamment dans les effets spéciaux pour le cinéma, sans concrétisation toutefois. Le studio ferme d’ailleurs en 2002. Bien que sans dette et réalisant un chiffre d’affaires d’environ 2,5 millions de dollars par an, Michel Kripalani avance plusieurs explications : le coût croissant de production des jeux qui rend les investisseurs frileux, la concurrence acharnée et la montée du jeu pour console par rapport au PC (dans lequel Presto était plus spécialisé).

## Méthode de développement
Le studio réalise tout son développement en interne, selon une méthode itérative : brainstorming, scénario, modélisation 2D et 3D, animation et effets, intégration et programmation pour les différentes plateformes (principalement Mac et PC Windows). Presto Studios a principalement réalisé des jeux d’aventure ou d’action réalistes en 3D subjectives. Parmi les outils et technologies utilisés figurent images de synthèse, Alias et QuickTime VR. Sur Gundam 0079: The War For Earth, de la capture de mouvement est également utilisée.

## Jeux développés
| - 1992 : Hi-Rez Audio Volume 1 (Mac) - 1993 : The Journeyman Project (PC; Mac) - 1995 : The Journeyman Project 2: Buried in Time (en) (PC; Mac) - 1997 : Gundam 0079: The War for Earth (PC; Mac; Playstation) - 1997 : The Journeyman Project: Pegasus Prime (en) (Mac; Playstation) - 1998 : The Journeyman Project 3: Legacy of Time (en) (PC; Mac) - 1999 : Star Trek : Le Mal caché (PC) - 2000 : Stephen King's F13 (en) (PC; Mac) - 2000 : Myst : Masterpiece Edition (PC) (portage) - 2001 : Myst III : Exile (PC; Mac; Playstation 2; Xbox) - 2002 : Whacked! (Xbox) |

Deux jeux en cours de développement ne seront pas publiés : Beneath et The Journeyman Project 4.